# Guido Colonna di Paliano
Guido Colonna di Paliano, italijanski diplomat, * 16. april 1908, † 27. januar 1982.
Po študiju prava na Univerzi v Neaplju je vstopil v diplomatsko službo. Tako je bil italijanski podkonzul v Italiji (1934-37), poddirektor za politične zadeve na ministrstvu za zunanje zadeve Italije, namestnik generalnega sekretarja Organizacije za gospodarsko sodelovanje in razvoj, namestnik generalnega sekretarja Nata (1962-64) in evropski komisar za notranji trg in storitve (1964-1970).